# Round and Round (skladba, Tinkara Kovač)
»Spet / Round and Round« je slovenska evrovizijska popevka Tinkare Kovač iz leta 2014. Glasbo je napisal Raay, besedilo pa so prispevale Tinkara Kovač, Hannah Mancini in Tina Piš.
Pesem je bila posneta v slovenski, slovensko-angleški (uradna evrovizijska verzija), angleški in italijanski različici.

## EMA 2014
7. februarja 2014 je potekal prvi krog (predtekmovanje). Tričlanska žirija Miša Molk, Darja Švajger in Andrea F so med 7 udeleženci v veliki finale poslali Tinkaro Kovač in Muff.
8. marca 2014 je potekal superfinale 19. izvedbe EME v studiu RTV Slovenija. Tam je po glasovanju z televotingom z 7932 glasovi prepričljivo premagala Muff (3450 glasov).

## Evrovizija 2014
8. maja 2014, v drugem polfinalu je pesem z 52 točkami pristala na 10. mestu in se kot zadnja še za las uvrstila v veliki finale za Pesem Evrovizije 2014 v Kobenhavnu.
10. maja 2014, dva dni kasneje v velikem finalu, je naša predstavnica z 9 točkami osvojila končno 17. mesto med 26 udeleženkami.

## Snemanje
Producent je bil Raay. Skladba je bila izdana na uradni album kompilaciji prireditve Eurovision Song Contest Copenhagen 2014 - #JoinUs pri založbi Universal Music Group na zgoščenki.

## Zasedba

### Produkcija
- Raay – glasba, aranžma, producent
- Tinkara Kovač – besedilo
- Hannah Mancini – besedilo
- Tina Piš – besedilo

### Studijska izvedba
- Tinkara Kovač – solo vokal, flavta
- Manca Špik – spremljevalni vokal
- Lea Sirk – spremljevalni vokal
- Nika Zorjan – spremljevalni vokal

## Lestvice

### Tedenske lestvice
| Lestvica (2015)      | Najviška uvrstitev |
| -------------------- | ------------------ |
| Slovenija (SloTop50) | 1                  |

### Letne lestvice
| Lestvica (2015)      | Najviška uvrstitev |
| -------------------- | ------------------ |
| Slovenija (SloTop50) | 7                  |
| Slovenija (IPF)      | 3                  |